# Kilim
Covorul Kilim (turcă Kilim, persană كَليم ) este un covor țesut la războiul de țesut tradițional, asemenea covoarelor cu noduri, care însă este împletit. Modelul său poate fi văzut pe ambele fețe ale țesăturii și dimensiunile acestuia sunt, de obicei, mai mici decât ale covoarelor cu noduri.

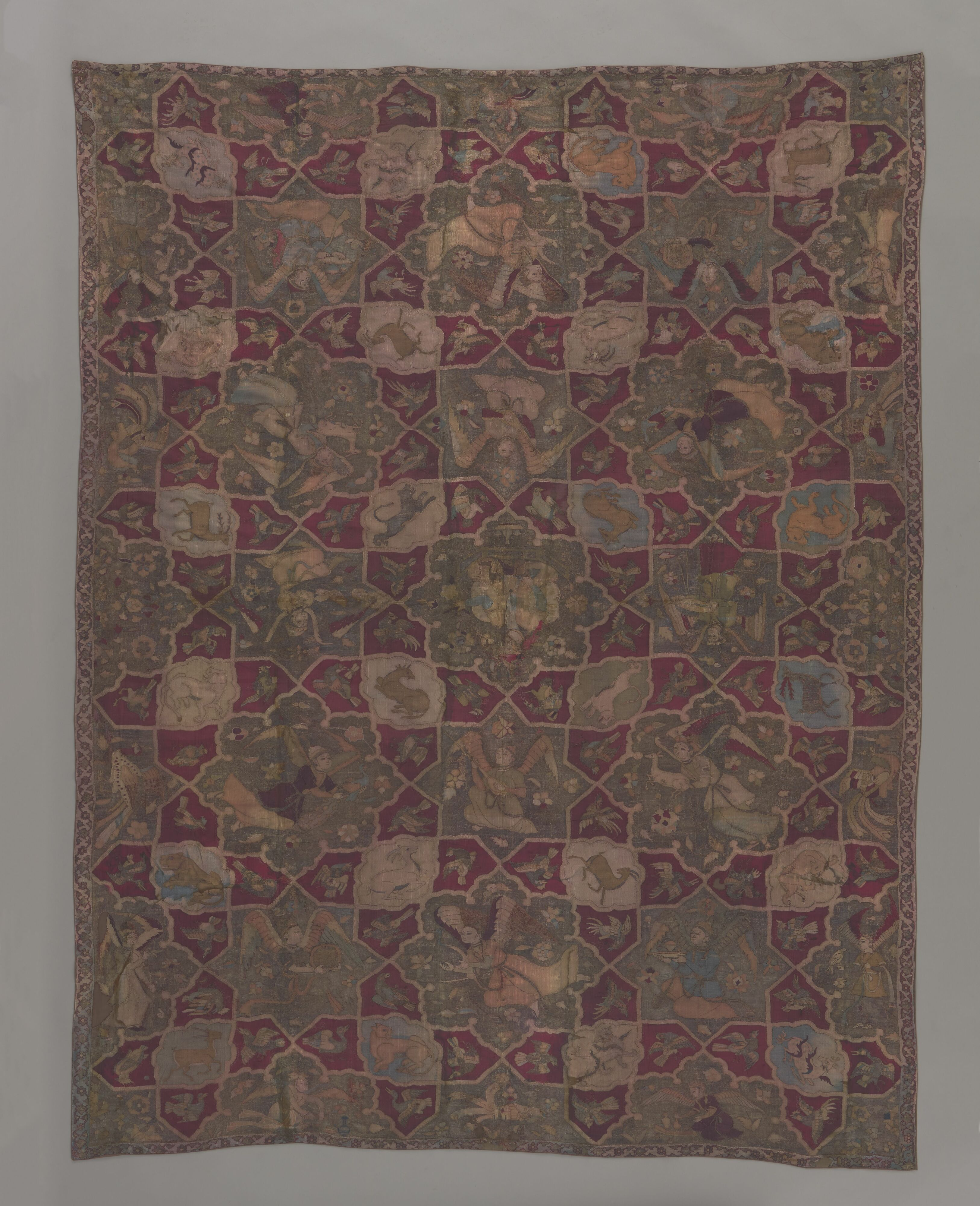
Kilim persan

### Origine
Termenul general de kilim provine din persanul gelim  și este folosit în părți din vestul Asiei, în special Iran și Turcia pentru a se referi la orice țesătură creată prin împletirea firelor de urzeală cu cele de bătătură. În timp, termenul a fost asociat îndeosebi covoarelor.

### Generalități
Kilimurile sunt covoare cu două fețe, subțiri și versatlie. Ele pot fi folosite pentru a decora orice tip de suprafață, precum mese, piese de mobilier, uși, pereți sau, așa cum este cel mai obișnuit, podeaua. Acest tip de covor este răspândit, tradițional,în mediile nomade din Asia de vest, acolo unde sunt confecționate cele mai spectaculoase covoare, în special pe teritoriul Iranului și al Turciei. Meșteșugul țeserii kilim-urilor s-a răspandit și în Balcani și Europa mediteraneană și piese de kilim pot fi găsite chiar și pe teritoriul Americii hispanice. În țara noastră, covoarele kilim sunt cunoscute ca preșuri sau cuverturi, chiar și fețe de masă, cu motive și culori variate, specifice spațiului românesc. În zona Anatoliei, la fel ca și în Iran și vaste regiuni din Asia centrală, kilim-urile fac parte din viața nomadă. Tradițional, ele puteau fi observate în timpul transhumaței, pe drumurile dintre munte și șes ale caravanelor turkmene.
Materialele din care se confectioneaza kilim-urile sunt, de cele mai multe ori, lâna și în cazuri foarte rare, mătase. Kilim-uri din mătase au fost confecționate pentru curtea safavidă, foarte posibil în Khashan.
In artă, kilim-urile sunt reprezentate pe obiectele din argint provenite din epoca sasanidă. Acestea sunt reprezentate adesea ca valtrap, față de pernă sau cuvertură. 

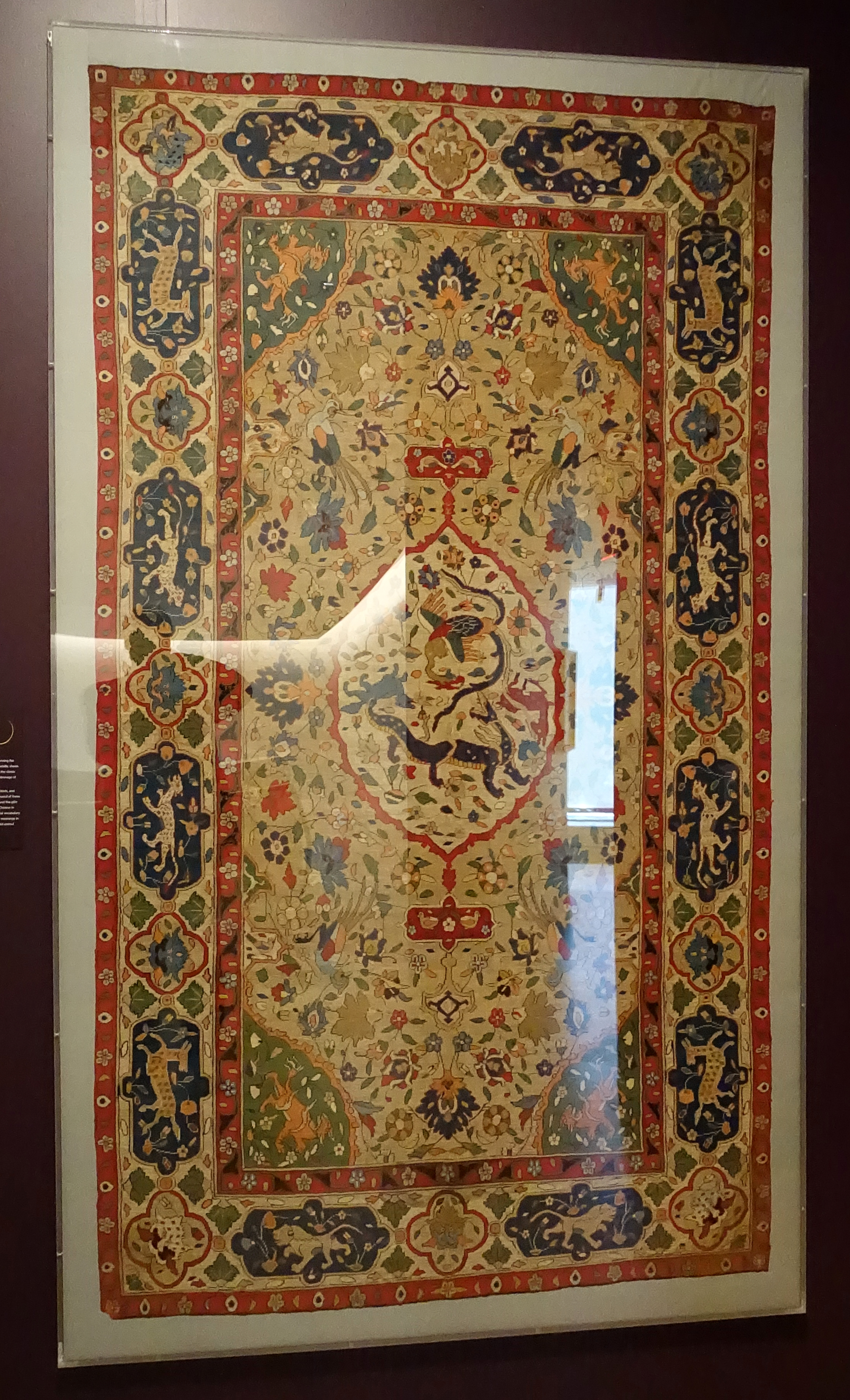
Covor Kilim din Kashan, dinastia Safavidă, expoziție The Textile Museum, George Washington University, Washington, DC, USA

### Tehnica de țesere
Pentru crearea unui kilim se folosește, la fel ca în cazul covoarelor cu noduri, războiul de țesut. Tehnica folosită este țeserea cu fante( engleză slitweave) și presupune existența unor fante la îmbinarea blocurilor de culori. Modalitatea de țesere permite acestui tip de covor să aibă modelul format din firele care fac parte din structura sa. Culoarea este dată de acele fire care sunt mai numeroase, fie firele de urzeală, fie cele de bătătură; ambele  sunt vopsite și formează o suprafață pătată sau unitară, după culoarea acestora.
Războiul de țesut, pregătit pentru țeserea kilim-ului, se setează în mod similar cu cel pregătit pentru țeserea covoarelor cu noduri. Ca particularitate, acesta este așezat orizontal sau vertical în funcție de proveniența tesătorului: orizontal dacă el provine din mediu nomad și vertical dacă este țesut într-un mediu rural.
Lâna din care sunt create firele trebuie să fie o lână de foarte bună calitate, toarsă cât mai fin, astfel structura acestora să devină compactă. Firele de urzeală sunt fixate pe război și apoi se începe țeserea kilim-ului. Firele de bătătura se întrețes în cele de urzeală și se bat cu ajutorul unui cilindru orizontal, așezat pe urzeala covorului. Împreună, acestea creează o suprafață compactă cu diferite modele geometrice sau reprezentări din natură.
Există trei tehnici de îmbinare a culorilor: prima, metoda încrucișării(interlocking), cea de-a doua, coadă de rândunică(dovetailing) și, întâlnită în cazuri mai rare, metoda de dublă încrucișare. Aceste metode presupun fie încrucișarea firelor de bătătură între ele, atunci când se întâlnesc între două fire de urzeală, fie încrucișarea lor în jurul unui fir de urzeală. După aceea, fiecare se întorce în blocul de culoare de care aparține. Particularitatea acestor țesături este că oricare dintre cele două blocuri de fire, de urzeală sau de bătătură, pot decide modelul covorului.

metoda încrucișării firelor de bătătură pe firul de urzeală

### Design-ul covoarelor kilim
Tehnica folosită pentru țeserea acestor covoare prezintă limitări care pot fi observate în construcția motivelor care urmează să formeze modelul covorului. De obicei, acestea sunt create utilizând forme geometrice simple sau mai complexe, care contribuie la formarea simbolului dorit, precum: rombul, diamantul, crenelul, forma de pieptăn sau stea. 
În privința motivelor care compun un kilim, acestea pot fi următoarele:

#### a. motive care semnifică viața și protecția ei:
- mâini în șold: simbolul fertilității, tradițional se coase atunci când țesătoarea aduce pe lume un băiat;

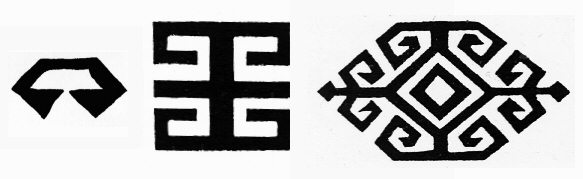
Două simboluri: mâini în șold, coarne de berbec, și cele două simboluri combinate semnificând uniunea uniunea dintre barbat și femeie

- coarne de berbec: reprezintă fertilitate, eroism sau putere;
- banda de păr: motiv tradițional anatolian, reprezintă dorința de căsătorie a unei tinere;
- cercei: este un motiv folosit în Anatolia, de către tinere, pentru a înștiința familia de dorința de căsătorie;

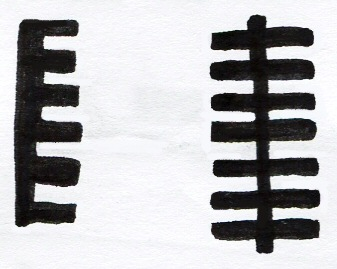
Motivul pieptănului

- pieptăn: semnifică fericire și căsătorie în tradiția anatoliană; 

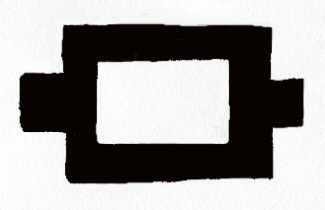
Motivul cufărului

- cufăr: în triburile nomade acesta simbolizează zestrea ascunsă în cufăr, dorințele și așteptările tinerei sunt revelate prin kilim-urile pe care le țese;

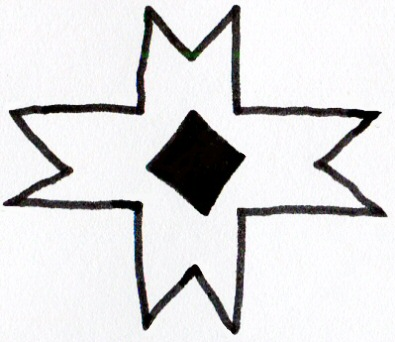
Pecetea lui Solomon

- yin si yang: semnifică dragoste și unitate între bărbat și femeie, simbolul dualismului; 
- stea: reprezintă fericire, steaua cu șase colțuri este cunoscută sub numele de "Pecetea lui Solomon";
- apa curgătoare.

#### b. motive care semnifică credințe:
- mână și pieptăn: cele cinci degete sau dinți ai pieptănului reprezintă protecție împotriva blestemelor;
- amuleta și ochiul: protejează împotriva acelora despre care se consideră că au puterea deochiului și a blestemului;
- crucea: motiv eminamente creștin, acesta are menirea de a ține departe forțele răului;
- cârlig; 
- roata norocului;
c. motive zoomorfe:
- șarpele: șarpele negru este simbolul fertilității și fericirii;
- lanț: are mai multe semnificații printre care: armonie și unitate, devotament între cei doi îndrăgostiți, continuitatea familiei sau devotament;  
- dragon: semnificația acestuia variază în funcție de convenția socială din locul în care a fost creat;

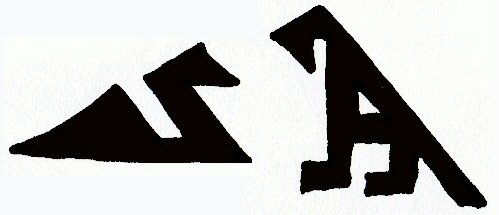
Păsări

- păsări: există reprezentări ale diferitelor tipuri de păsări și acestea au diferite semnificații: vulturii reprezintă putere, lupta între pasărea phoenix și dragon semnifică venirea ploii de primăvară, alte păsări mai pot semnifica longevitate și mesagerul celest, bufnița și corbul semnifică ghinion, porumbelul și privighetoarea- noroc. Pasarea, în mod general, este un simbol al fericirii;
- scorpionul: semnul acestuia pe kilim protejează împotriva relelor;
- amprenta piciorului de lup: protejează turmele nomazilor de lupi;

#### c. motive vegetale:
- brusture: alungă deochiul și în alte contexte poate semnifica abundență;

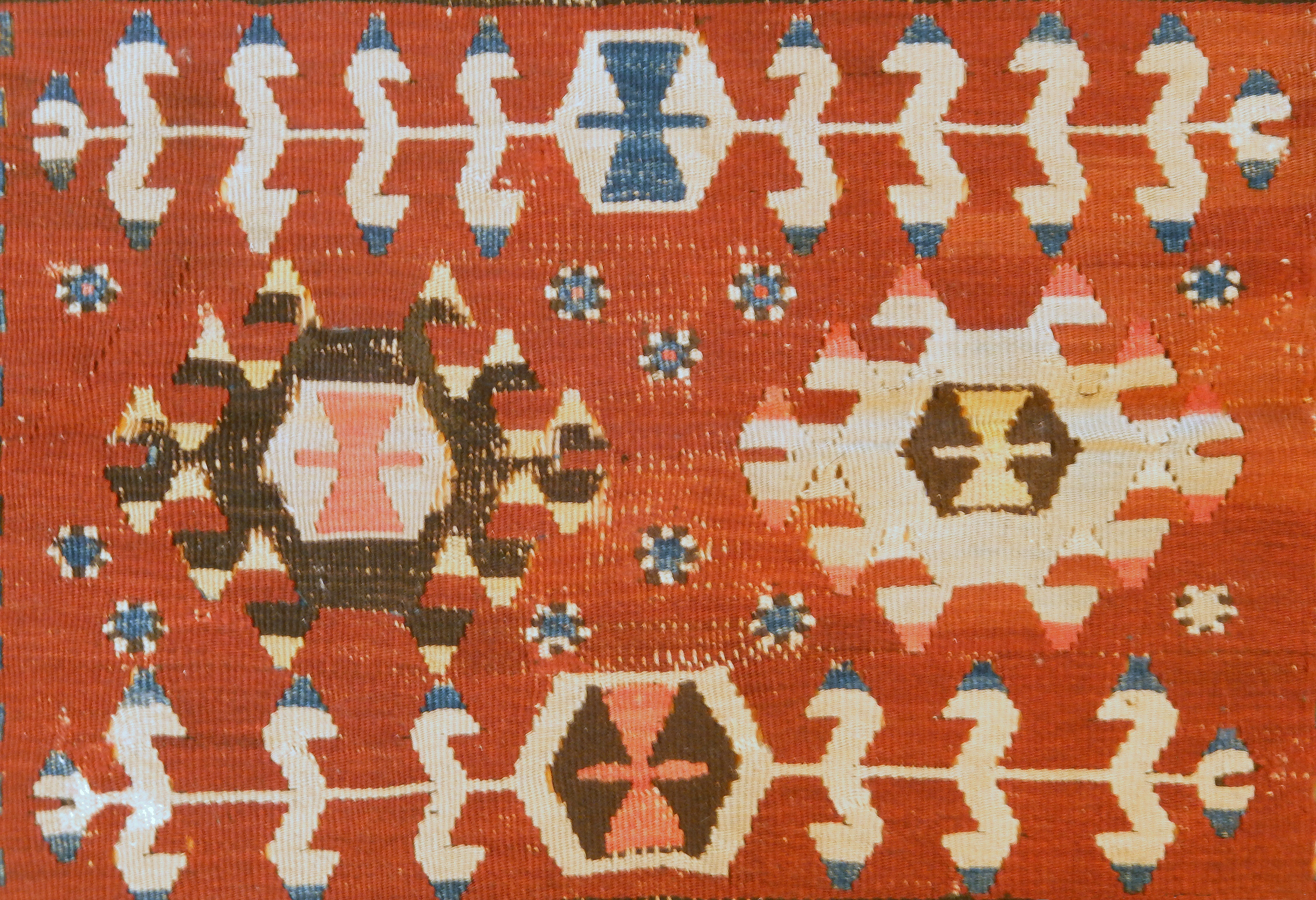
Pomul vieții

- pomul vieții: este simbolul tuturor celor trei credințe monoteiste și reprezintă importalitate;
- spicul de grâu: este un motiv adesea întâlnit și semnifică prosperitate sau grădina paradisului.  
Unele dintre aceste motive pot părea croșetate, ca niște aplicații adăugate covorului și se observă, în mod particular, la kilim-urile iraniene din sudul țării, kilim-urile Sirjan.  De asemenea, se presupune că motivele de tipul medalionului se găsesc, în mod particular, pe pernele sasanide confecționate din mătase.

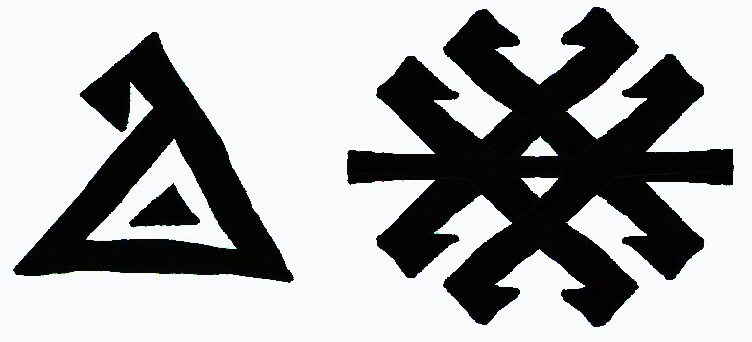
Motiv scorpion

Culorile sunt adesea vibrante, uneori închise, pastel sau puternice. Uneori se poate observa prezenta albului iar kilim-urile moderne conțin chiar albastru și roz. P89 În cazul kilim-urilor anatoliene, acestea sunt caracterizate de culori tari și forme geometrice orizontale sau juxtapunere de culori.

### Dimensiuni
Kilimurile au dimensiuni precise, care le deosebesc de alte covoare și datorită cărora ele pot fi categorisite după utilitățile lor:(p 50): dimensiunea cea mai mica se numește Pushti. Acest kilim este folosit adesea ca față de pernă pentru pernele cu care se ornează corturile nomade. Pe ele se poate sta la masă. Urmează apoi Zarcharak de dimensiune 1.2X0.8m, Zaronim 1.5X1m, Dozar 2X1.5m și Kellegi 3.5-7.5mX 1.75-2.5m.

### Kilim-uri celebre
Cele mai celebre covoare kilim provin de la meșteșugari din triburi variate din Orient. Tribul Afșar reprezintă o ramură a tribului turcic Guz și răspândiți în Orientul Mijlociu în secolul al XI-lea. Ei țes unele dintre covoarele kilim cele mai cunoscute. Kilim-urile provenite de la tribul Shahsevan se deosebesc prin faptul că sunt create în dungi, având uneori stele. Un alt trib care oferă kilimuri apreciate este Kashgai. Kilim-urile lor se evidențiază prin culori: culorile predominante sunt roz și roșu, uneori portocalu cum motive hexagon și scorpioni. Cele noi includ și culoarea albastru. Lori este un alt trib care produce kilimuri deosebite. Kilim-urile Lori au un model îndrăzneț cu margini complexe. Kilim-ul mai este prezent și în cadrul covoarelor cu noduri Baluchi și uneori din tribul kurd Gouchan, ale căror margini se termină printr-un mic kilim.

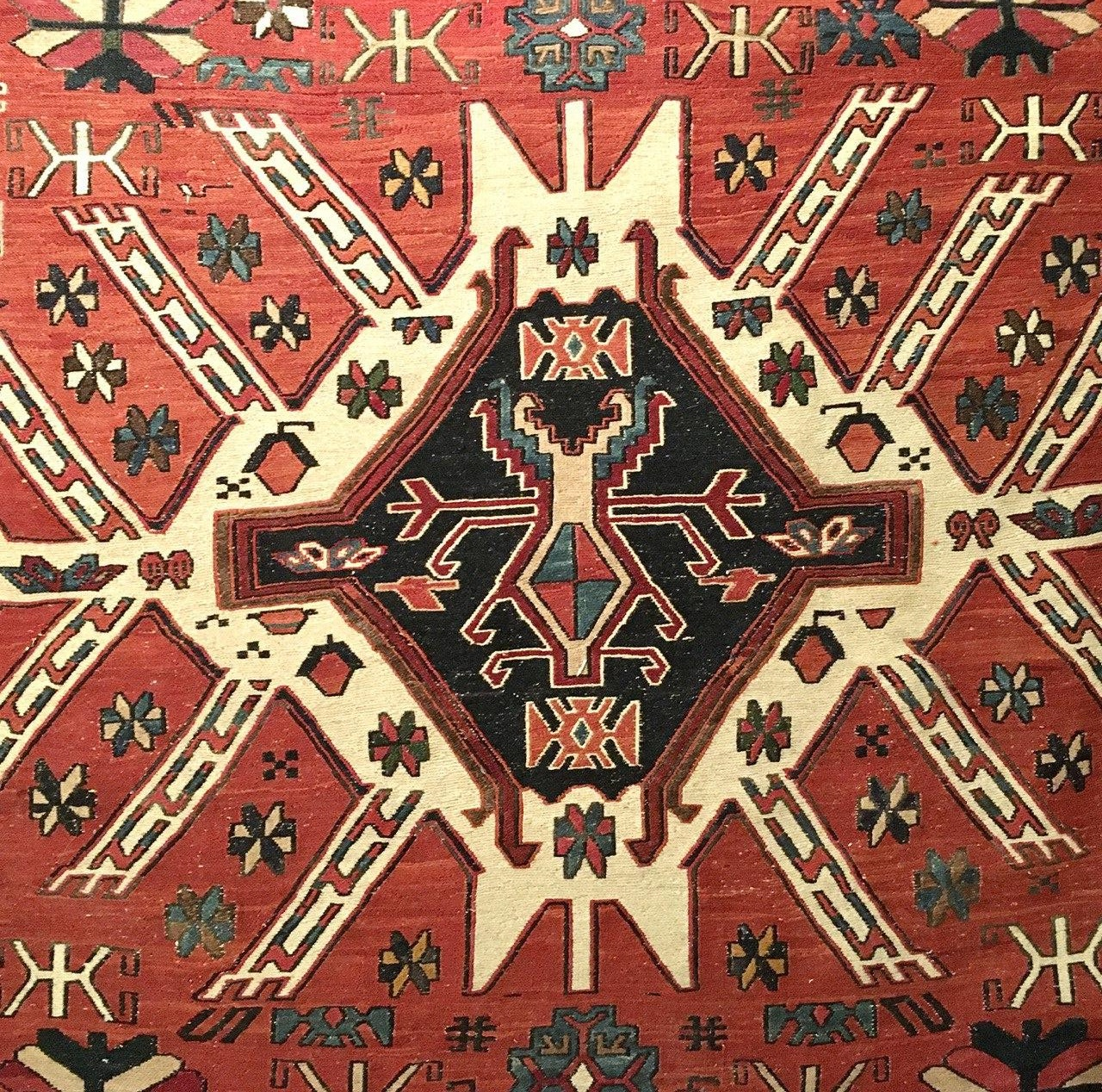
Motiv medalion din kilim Shahsaven

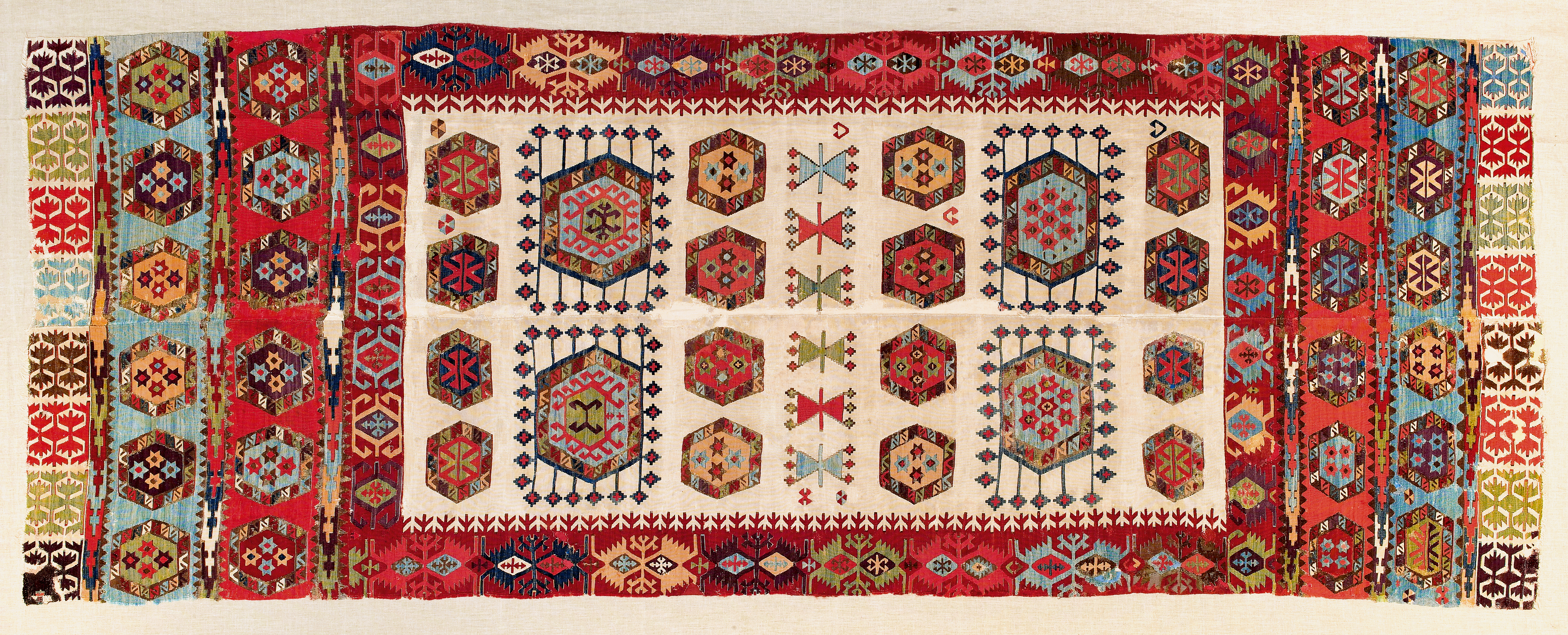
Kilim Aksaray
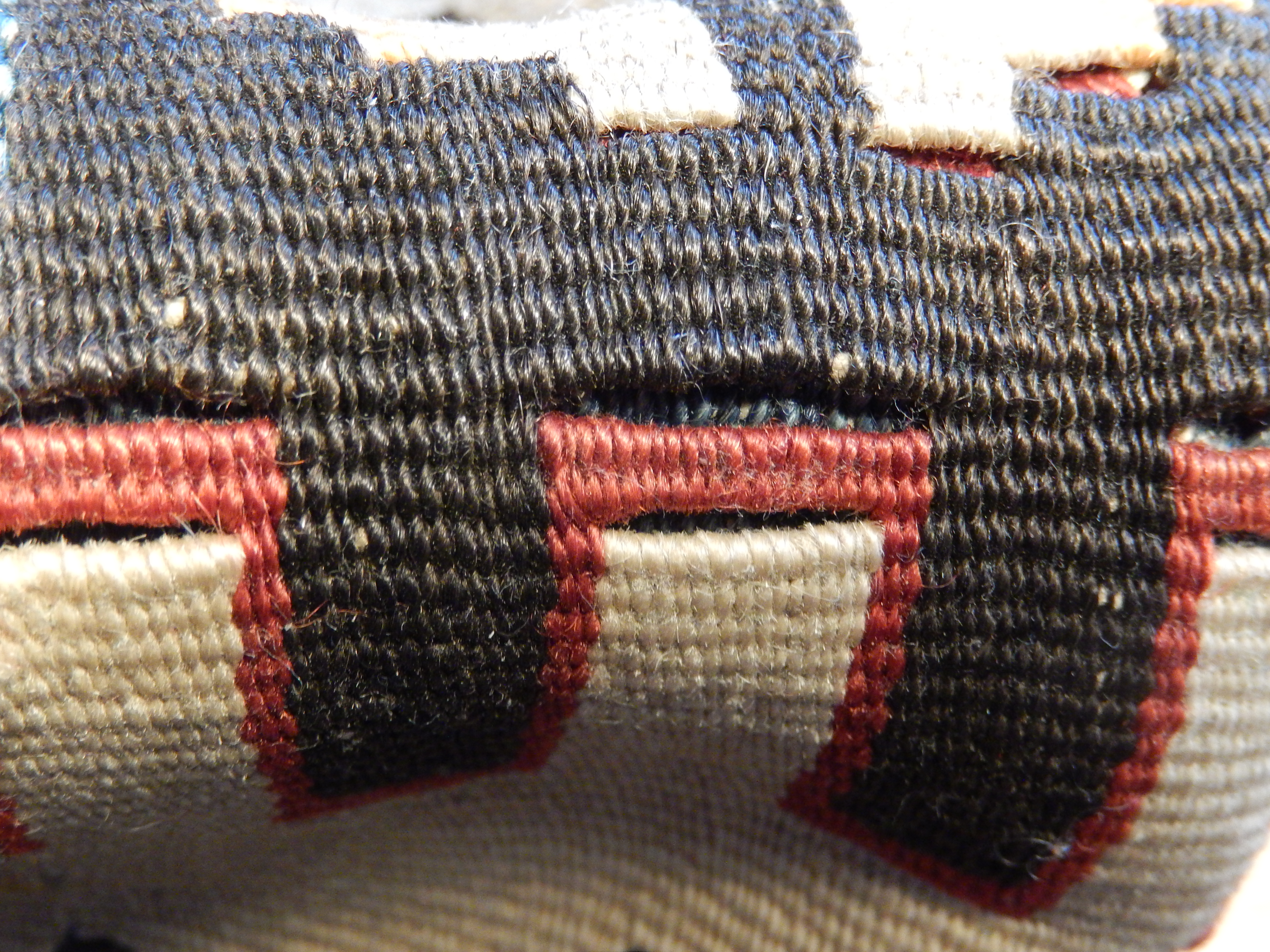
Fante la îmbinarea culorilor
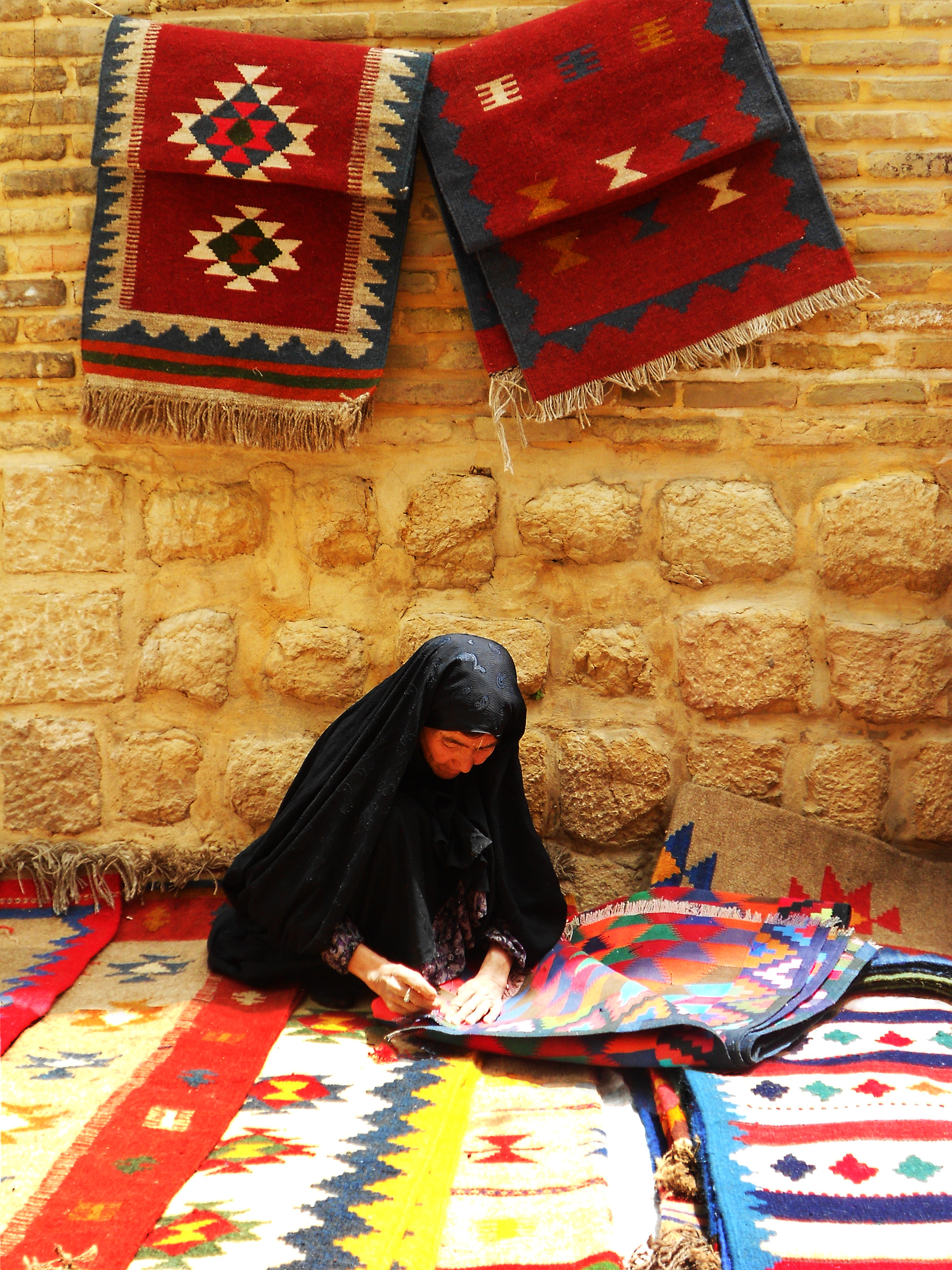
Femeie țesând